# 笑顔の作り方〜キムチ〜/ココロハレテ
「笑顔の作り方〜キムチ〜/ココロハレテ」（えがおのつくりかた キムチ/ココロハレテ）は、日本のシンガーソングライター・足立佳奈のメジャー・デビュー・シングル。2017年8月30日にSME Recordsよりリリースされた。

## 概要
「笑顔の作り方〜キムチ〜」と「ココロハレテ」の両A面シングル。どちらも「笑顔」「スマイル」がコンセプトになっている。Blu-ray Disc付の初回生産限定盤、CDのみの通常盤の2仕様が用意された。
表題曲の1つである「笑顔の作り方〜キムチ〜」は、足立が過去にTwitterに投稿した15秒動画「キムチ～笑顔の作り方～」がもととなっている。「キムチ〜笑顔の作り方〜」は、足立が食べたいと思っていたキムチが自宅になく、ショックで「キムチ…キムチ…」と鏡の前で歌っていたところ、悲しいはずの鏡に映っている自分が笑っていたことから、みんなを笑顔にできると考え、作詞作曲した。この曲を投稿後、当時2000人だったフォロワーが1日1万人ずつ増え続け、同世代の中高生が、“キムチの歌”を真似た“なりきり動画”を続々アップするという現象も起きた。情報番組『ZIP!』の調査によれば、渋谷の女子中高生の間で「15秒ソングの足立佳奈」の認知度は80％。彼女は“キムチの子”として広く親しまれることとなった。後にtvk『関内デビル』のテーマソングとして採用された。
もう1つの表題曲である「ココロハレテ」は、大塚製薬エールプロジェクトのテーマソングとして採用された。
また、メジャー・デビュー・シングルのリリースを記念し、同年7月8日より予約イベントが開催された。

## 収録内容
| #         | タイトル                                                     | 作詞           | 作曲           | 編曲      | 時間  |
| --------- | ------------------------------------------------------------ | -------------- | -------------- | --------- | ----- |
| 1.        | 「笑顔の作り方〜キムチ〜」(tvk『関内デビル』テーマソング)    | 足立佳奈、Saku | 足立佳奈、Saku | Saku      | 02:52 |
| 2.        | 「ココロハレテ」(「大塚製薬エールプロジェクト」テーマソング) | 足立佳奈、小沢 | 中村泰輔       | 中村泰輔  | 03:47 |
| 3.        | 「だいじょうぶっ!」                                          | 足立佳奈、Saku | Saku           | Saku      | 04:12 |
| 合計時間: | 合計時間:                                                    | 合計時間:      | 合計時間:      | 合計時間: | 10:51 |

| #  | タイトル                                     | 作詞 | 作曲・編曲 |
| -- | -------------------------------------------- | ---- | ---------- |
| 1. | 「笑顔の作り方〜キムチ〜（ビデオクリップ）」 |      |            |
| 2. | 「ココロハレテ（ビデオクリップ）」           |      |            |
| 3. | 「スペシャル映像」                           |      |            |